# Гаспар Амеде Гардан
Гаспар Амеде Гардан (фр. Gaspard Amédée Gardanne; 24 квітня 1758-14 серпня 1807) — французький воєнний діяч, дивізійний генерал(1800 рік), учасник революційнних і Наполеонівських війн. Ім'я генерала вибито на Тріумфальній арці в Парижі.

## Життєпис
Вступив на воєнну службу 1 березня 1779 року лейтенантом канонірів берегової охорони та 30 вересня 1780 року був переведен у королівську гвардію. У 1784 році залишив службу і повернувся до себе на Батьківщину.
Обраний заступником командира 1-го батальйону волонтерів департамента Вар 16 вересня 1791 року, а 30 листопада 1792 року очалив батальйон.
Брав участь у битвах в складі Альпійської армії, у облозі Тулона. З 1795 року в Італійській армії.
Брав участь у перевороті 18 брюмера. У чолі дивізії бився при Монтебелло, Маренго, Мінчіо, Адиджі та Бренте. Після повернення до Франції 22 серпня 1801 року був назначений командуючим 20-го воєнного округу.
Потім знову командував піхотними дивізіями в Італії. 27 листопада 1806 року очолив 2-гу піхотну дивізію 6-го армійського корпусу Великої Армії. З нею брав участь в Прусській кампанії 1806 року та Польській кампанії 1807 року. 8 березня 1807 року був замінений генералом Біссоном. Причиною відсторонення від командування стало невдоволення маршала Нея діями Гардана. Після цього отримав під свій контроль 4-ту дивізію 10-го корпусу Лефевра, яка облягала Данциг.
Прямував до Франції після Тильзитського миру, по дорозі захворів на хворобу з гарячкою та помер 14 серпня 1807 року в Бреслау, на той момент йому було 49 років.